# Üzbegisztán a 2022. évi téli olimpiai játékokon
Üzbegisztán a kínai Pekingben megrendezett 2022. évi téli olimpiai játékok egyik részt vevő nemzete volt. Az országot az olimpián 1 sportágban 1 sportoló képviselte, aki érmet nem szerzett.

## Alpesisí
Férfi
| Versenyző         | Versenyszám      | 1. futam | 1. futam | 2. futam | 2. futam | Összesítés | Összesítés |
| Versenyző         | Versenyszám      | Idő      | Hely.    | Idő      | Hely.    | Idő        | Helyezés   |
| ----------------- | ---------------- | -------- | -------- | -------- | -------- | ---------- | ---------- |
| Komiljon Tukhtaev | Óriás-műlesiklás | 1:12,77  | 35.      | 1:14,72  | 27.      | 2:27,49    | 29.        |
| Komiljon Tukhtaev | Műlesiklás       | kizárták | kizárták | kiesett  | kiesett  | kiesett    | kiesett    |